# Spaśka
Spaśka (ukr. Спаська) – wieś na Ukrainie, w obwodzie czerniowieckim, w rejonie czerniowieckim, w hromadzie Kamjana. W 2001 liczyła 775 mieszkańców.